# Список премьер-министров Папуа — Новой Гвинеи
Премьер-министр Папуа — Новой Гвинеи (англ. Prime Minister of Papua New Guinea, ток-писин Praim minista bilong Papua Niugini) является главой правительства Папуа — Новой Гвинеи. Эта должность была создана после получения в 1975 году страной независимости, в соответствии со статьёй 142 Конституции, вступившей в силу 16 сентября 1975 года. Папуа — Новая Гвинея является Королевством Содружества, поэтому модель правительства основана на общей для королевств Вестминстерской системе. Премьер-министр является лидером парламентского большинства и фактически управляет страной; монарх и его представитель — генерал-губернатор — являясь главой государства, играют в основном церемониальную роль.

## Обзор
После всеобщих выборов депутаты выбирают одного из членов парламента в качестве премьер-министра, этот выбор автоматически подтверждается генерал-губернатором, действующим от имени монарха. Раздел 142(2) Конституции гласит, что премьер-министр назначается главой государства, «действующим в соответствии с решением парламента». Затем премьер-министр назначает министров своего кабинета. Срок полномочий премьер-министра установлен в пять лет, до следующих парламентских выборов. Он может быть отстранен от должности, если парламент отзывает свое доверие, выражая вотум недоверия.
Должности премьер-министра предшествовала должность главного министра (англ. Chief Minister) Территории Папуа — Новая Гвинея (англ. Territory of Papua and New Guinea) — административного союза находящейся под управлением Австралии подопечной территории ООН Новая Гвинея (англ. Territory of New Guinea) и австралийской колонии Папуа (англ. Territory of Papua). Должность главного министра была создана в 1972 году в рамках подготовки получения этой территорией самоуправления (получено в 1973 году) и независимости (в 1975 году).

## Главный министр Территории Папуа — Новая Гвинея (1972—1975)
|       | Портрет | Имя                                                        | Вступил в должность | Покинул должность | Партия                                             | Выборы |
| ----- | ------- | ---------------------------------------------------------- | ------------------- | ----------------- | -------------------------------------------------- | ------ |
| 1 (I) |         | Майкл Томас Сомаре (1936—2021) англ. Michael Thomas Somare | 27 апреля 1972      | 16 сентября 1975  | Партия Пангу (Объединённая партия Папуа и Ньюгини) | 1972   |

## Премьер-министры Независимого государства Папуа — Новая Гвинея (с 1975)
|         | Портрет       | Имя                                                                                  | Вступил в должность | Покинул должность | Партия                                             | Выборы    |
| ------- | ------------- | ------------------------------------------------------------------------------------ | ------------------- | ----------------- | -------------------------------------------------- | --------- |
| 1 (I)   |               | Майкл Томас Сомаре (1936—2021) англ. Michael Thomas Somare                           | 16 сентября 1975    | 11 марта 1980     | Партия Пангу (Объединённая партия Папуа и Ньюгини) | 1977      |
| 2 (I)   |               | Сэр Джулиус Чэнь (1939—2025) англ. Julius Chan кит. упр. 陳仲民, палл. Чэнь Чжунми́нь | 11 марта 1980       | 2 августа 1982    | Народная прогрессивная партия                      |           |
| 1 (II)  |               | Майкл Томас Сомаре (1936—2021) англ. Michael Thomas Somare                           | 2 августа 1982      | 21 ноября 1985    | Партия Пангу (Объединённая партия Папуа и Ньюгини) | 1982      |
| 3 (I)   |               | Паяс Уингти (1951—) англ. Paias Wingti                                               | 21 ноября 1985      | 4 июля 1988       | Народное демократическое движение                  | 1987      |
| 4       |               | Сэр Рабби Ланганаи Намалиу (1947—2023) англ. Rabbie Langanai Namaliu                 | 4 июля 1988         | 17 июля 1992      | Партия Пангу (Объединённая партия Папуа и Ньюгини) |           |
| 3 (II)  |               | Паяс Уингти (1951—) англ. Paias Wingti                                               | 17 июля 1992        | 30 августа 1994   | Народное демократическое движение                  | 1992      |
| 2 (II)  |               | Сэр Джулиус Чэнь (1939—2025) англ. Julius Chan кит. упр. 陳仲民, палл. Чэнь Чжунми́нь | 30 августа 1994     | 27 марта 1997     | Народная прогрессивная партия                      |           |
| и. о.   |               | Джон Гихено (1950—2017) англ. John Giheno                                            | 27 марта 1997       | 2 июня 1997       | Народная прогрессивная партия                      |           |
| 2 (III) |               | Сэр Джулиус Чэнь (1939—2025) англ. Julius Chan кит. упр. 陳仲民, палл. Чэнь Чжунми́нь | 2 июня 1997         | 22 июля 1997      | Народная прогрессивная партия                      |           |
| 5       |               | Уильям Джек Скейт (1953—2006) англ. William Jack Skate                               | 22 июля 1997        | 14 июля 1999      | Партия народного национального конгресса           | 1997      |
| 6       |               | Сэр Мекере Мораута (1946—2020) англ. Mekere Morauta                                  | 14 июля 1999        | 5 августа 2002    | Народное демократическое движение                  |           |
| 1 (III) |               | Сэр Майкл Томас Сомаре (1936—2021) англ. Michael Thomas Somare                       | 5 августа 2002      | 2 августа 2011    | Партия национального альянса                       | 2002 2007 |
| и. о.   |               | Самуэль Теи Абал (1958—) англ. Samuel Tei Abal                                       | 13 декабря 2010     | 17 января 2011    | Партия национального альянса                       |           |
| и. о.   | 4 апреля 2011 | Самуэль Теи Абал (1958—) англ. Samuel Tei Abal                                       | 2 августа 2011      |                   | Партия национального альянса                       |           |
| 7       |               | Питер Чарльз Пейр О’Нил (1965—) англ. Peter Charles Paire O'Neill                    | 2 августа 2011      | 30 мая 2019       | Партия народного национального конгресса           | 2012 2017 |
| 8       |               | Джеймс Марапе (1971—) англ. James Marape                                             | 30 мая 2019         | действующий       | Партия Пангу (Объединённая партия Папуа и Ньюгини) |           |